# Franciszek Ksawery Piniński
Franciszek Ksawery Piniński (ur. 5 lipca 1896 w Wiedniu, zm. 18 grudnia 1959 w Montrealu) – podpułkownik pilot obserwator Wojska Polskiego, kawaler Orderu Virtuti Militari.

## Życiorys
Urodził się w rodzinie Mieczysława (1862–1918) i Heleny z Gregorowiczów h. wł. (ur. 1874). Miał brata Mieczysława Juliusza Mariana (1901–1920), podchorążego pilota, który poległ w wojnie polsko-bolszewickiej.
15 sierpnia 1912 roku, po ukończeniu piątej klasy gimnazjum we Lwowie, Franciszek Ksawery wstąpił do Szkoły Kadetów Kawalerii w Mährisch Weißkirchen. Po jej ukończeniu od 15 marca 1915 roku walczył na froncie. Otrzymał przydział do 11. pułku ułanów, w którym służył jako dowódca plutonu. Na stopień podporucznika został mianowany ze starszeństwem z 1 września 1915 w korpusie oficerów kawalerii. 6 lipca 1916 roku został wzięty przez wojska rosyjskie do niewoli, z której został uwolniony w lipcu 1918 roku.
25 listopada 1918 roku zgłosił się do służby w odrodzonym Wojsku Polskim. Otrzymał przydział do 1. pułku ułanów krechowieckich, w jego składzie wziął udział w wojnie polsko-ukraińskiej i obronie Lwowa. 1 kwietnia 1919 roku przeniósł się do lotnictwa. W czerwcu tegoż roku został przydzielony do 6. eskadry wywiadowczej i w jej składzie walczył podczas wojny polsko-bolszewickiej jako obserwator.

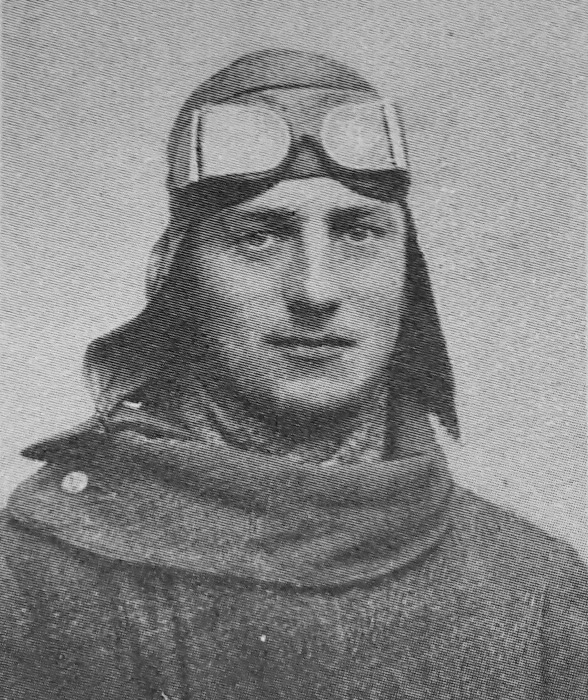
Ksawery Piniński por. pilot-obs. (1920)

Należał do grona lotników, którzy wyróżnili się w zwalczaniu 1. Armii Konnej Siemiona Budionnego podczas walk w dniach 16–20 sierpnia. 23 sierpnia, podczas ataku na oddziały Armii Czerwonej w rejonie Żółtańców, jego samolot został zestrzelony przez obronę przeciwlotniczą i lądował przymusowo na ziemi niczyjej. Z unieruchomionego samolotu wspierał ogniem karabinu maszynowego szarżę polskiej kawalerii. Następnie udało mu się uniknąć niewoli i wrócić do macierzystej jednostki.
Po zakończeniu działań wojennych pozostał w Wojsku Polskim. 29 października 1921 roku został skierowany na kurs pilotażu do I Szkoły Lotników w Bydgoszczy. 4 lutego 1922 roku otrzymał przydział do 14. eskadry wywiadowczej, a 29 listopada został mianowany jej dowódcą. W maju 1925 roku objął dowództwo 23. eskadry lotniczej w 2. pułku lotniczym w Krakowie. Wiosną 1927 roku został przeniesiony na stanowisko dowódcy 21. eskadry lotniczej.
W 1928 roku odbył staż w Rumunii, po jego ukończeniu służył w Departamencie Aeronautyki. 13 lutego 1931 roku został dowódcą I dywizjonu liniowego w 2. pułku lotniczym. 12 marca 1933 został mianowany na stopień majora ze starszeństwem z 1 stycznia 1933 i 4. lokatą w korpusie oficerów aeronautycznych. W 1937 roku został mianowany attaché lotniczym przy Ambasadzie RP w Paryżu. W 1938 roku został awansowany na stopień podpułkownika ze starszeństwem z 19 marca 1938 roku i 4. lokatą w korpusie oficerów lotnictwa, grupa liniowa. Od maja 1939 roku był członkiem polskiej delegacji wojskowej we Francji, która uzgadniała współdziałanie wojsk polskich i francuskich na wypadek wybuchu wojny. 
W 1940 roku został mianowany oficerem łącznikowym przy sztabie głównym armii francuskiej, następnie w latach 1942–1945 był inspektorem przy 45. Grupie RAF. Po zakończeniu II wojny światowej nie zdecydował się na powrót do Polski, pozostał na emigracji w Kanadzie. Zmarł 18 grudnia 1959 w Montrealu, został pochowany na cmentarzu w Saint-Sauveur (grób nr 174).

## Życie prywatne
27 lipca 1924 roku w Krakowie zawarł związek małżeński z Marią Zofią Król. Miał dwie córki: Marię Teresę Joannę Raphaelę i Różę Marię Bożennę Wandę.

## Ordery i odznaczenia[17][18]
- Krzyż Srebrny Orderu Wojskowego Virtuti Militari nr 377[19] – 8 kwietnia 1921[20][21]
- Krzyż Kawalerski Orderu Odrodzenia Polski
- Krzyż Walecznych (czterokrotnie)[22]
- Srebrny Krzyż Zasługi[15]
- Medal Pamiątkowy za Wojnę 1918–1921[22]
- Medal Dziesięciolecia Odzyskanej Niepodległości[22]
- Polowa Odznaka Obserwatora nr 30[22]
- Krzyż Oficerski Orderu Legii Honorowej (Francja)
- Srebrny Medal Waleczności 2 klasy (Austro-Węgry)[23]
- rumuńska Odznaka Pilota (1929)[22][24]